# Newnham (Northamptonshire)
Newnham – wieś w Anglii, w hrabstwie Northamptonshire, w dystrykcie (unitary authority) West Northamptonshire. Leży 16 km na zachód od miasta Northampton i 106 km na północny zachód od Londynu. W 2001 miejscowość liczyła 608 mieszkańców.